# Baigts
Baigts ist eine französische Gemeinde mit 333 Einwohnern (Stand 1. Januar 2022) im Département Landes in der Region Nouvelle-Aquitaine (vor 2016: Aquitanien). Sie gehört zum Arrondissement Dax und zum Kanton Coteau de Chalosse.
Ursprünglich trug die Siedlung den Namen Sainte-Marie-de-Lurbe. Der heutige Name wird /batʃ/ ausgesprochen und lautet in der gascognischen Sprache Vaths (deutsch Tal). Zuweilen wird zur Unterscheidung von der Gemeinde Baigts-de-Béarn im benachbarten Département Pyrénées-Atlantiques der Name „Baigts-Chalosse“ verwendet.
Die Einwohner werden Baigtsois und Baigtsoises genannt.

## Geographie
Baigts liegt ca. 25 km östlich von Dax in der Landschaft Chalosse der historischen Provinz Gascogne am südlichen Rand des Départements.
Umgeben wird Baigts von den Nachbargemeinden:
| Nousse                      | Lahosse                                     |          |
| Montfort-en-Chalosse Gibret | Kompassrose, die auf Nachbargemeinden zeigt | Caupenne |
|                             | Donzacq                                     |          |

Baigts liegt im Einzugsgebiet des Flusses Adour.
Ein Nebenfluss des Luy, der Ruisseau de Cazeaux, am Oberlauf auch Ruisseau de Baron genannt, entspringt auf dem Gebiet der Gemeinde ebenso wie sein Zufluss, der Ruisseau du Pont du Haou.

## Geschichte
Die frühe Präsenz von Menschen wird vom archäologischen Fundort von Bouheben bestätigt, bei dem Werkzeuge aus dem Moustérien und dem Acheuléen geborgen wurden. Einer außerordentlich ergiebige Quelle erklärt die Ansiedlung an dieser Stelle. Die Grundherrschaft von Baigts wurde 1285 erstmals in den Schriften erwähnt anlässlich seiner Vergabe vom englischen König Eduard I. an Élie de Caupenne als Dank für seine Verdienste. Gegen 1315 errichtete der Seneschall Amaury III de Créon im Auftrag von Eduard II. von England eine Bastide. 1348 setzte Eduard III. von England die Familie Caupenne wieder als Grundherren ein. Im 18. Jahrhundert brachte seine Eigenschaft als Station auf dem Pilgerweg nach Santiago de Compostela dem Dorf zunächst den Status einer königlichen Enklave unter der Regentschaft der französischen Könige Ludwig XIV. und Ludwig XV. ein. 1766 schenkte Ludwig XV. das Territorium an Mathieu de Basquiat, Baron de la Houze. Die Familie Caupenne, noch immer Eigentümer, zog dagegen vor Gericht und bekam 1782 Recht. Die Französische Revolution ließ den Caupennes nicht lange Zeit, ihren Sieg auszukosten, denn Baigts wurde Nationalgut.

### Einwohnerentwicklung
Nach Beginn der Aufzeichnungen stieg die Einwohnerzahl in der ersten Hälfte des 19. Jahrhunderts auf einen Höchststand von rund 1050. In der Folgezeit sank die Größe der Gemeinde bei mehreren kurzen Erholungsphasen bis zur Jahrtausendwende auf rund 320 Einwohner, bevor eine moderate Wachstumsphase einsetzte, die heute noch andauert.
| Jahr      | 1962 | 1968 | 1975 | 1982 | 1990 | 1999 | 2006 | 2010 | 2022 |
| --------- | ---- | ---- | ---- | ---- | ---- | ---- | ---- | ---- | ---- |
| Einwohner | 425  | 407  | 400  | 354  | 350  | 322  | 328  | 342  | 333  |

## Sehenswürdigkeiten

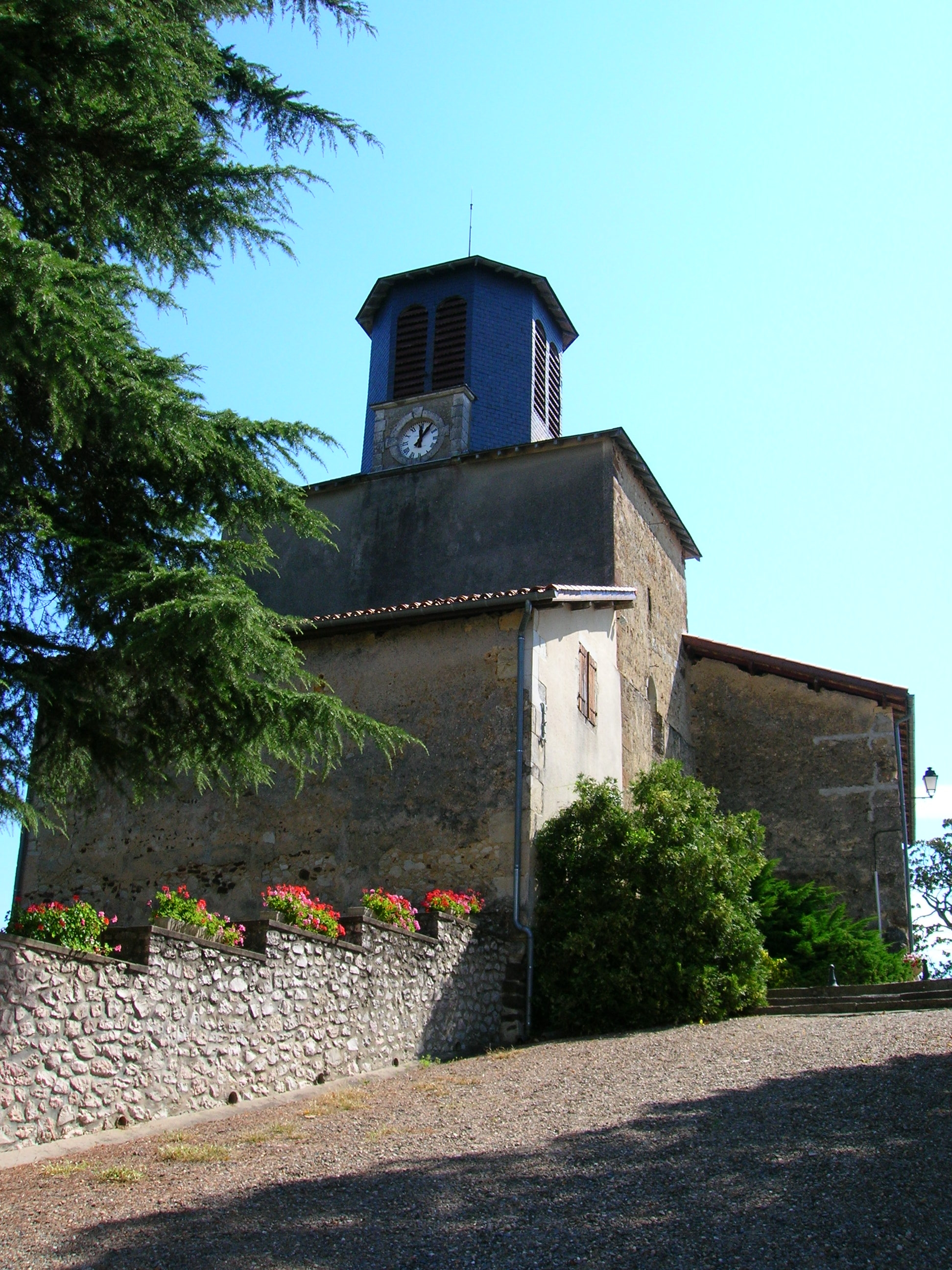
Pfarrkirche Notre-Dame-de-l’Assomption

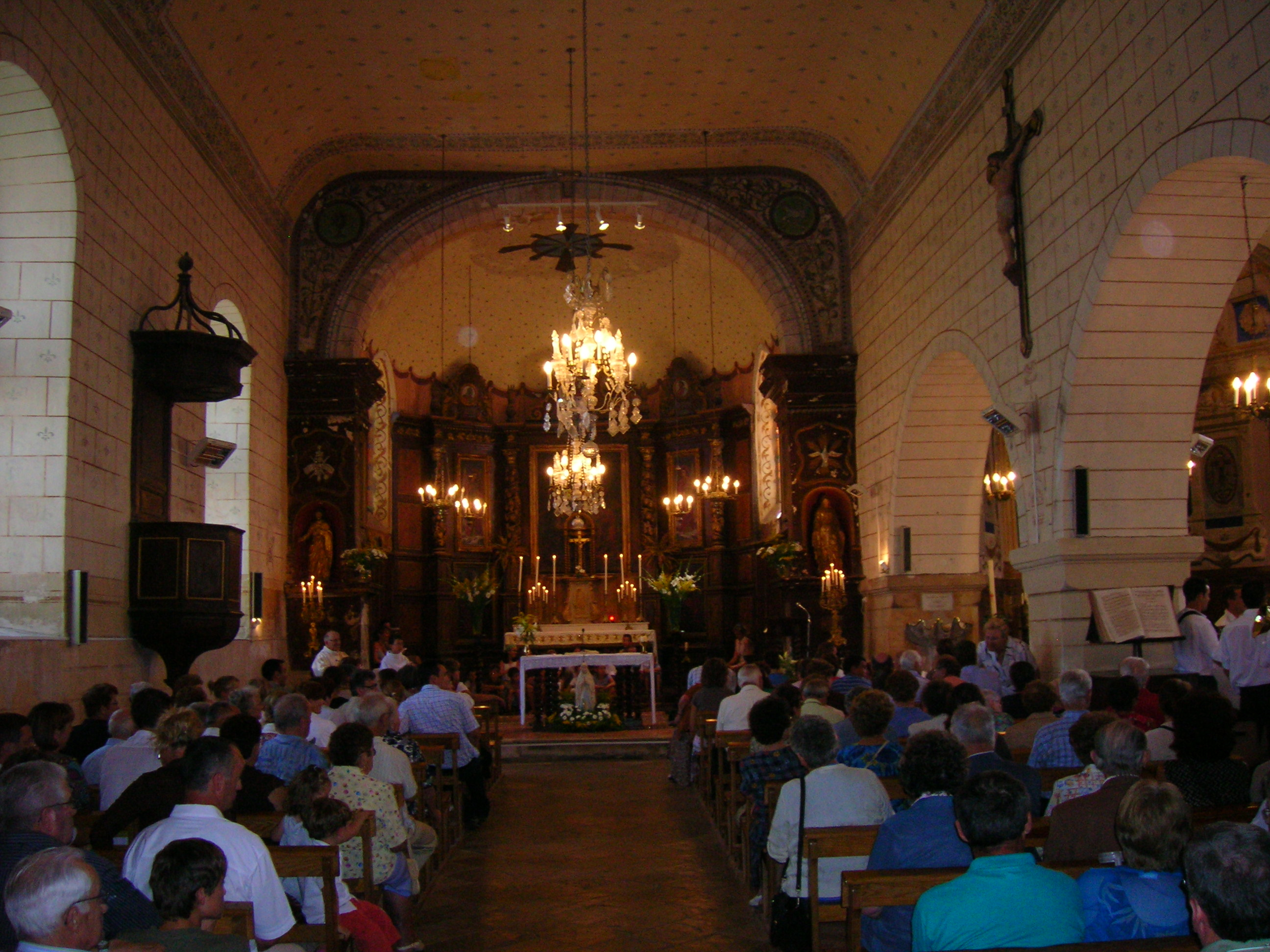
Innenansicht der Kirche

- Pfarrkirche, gewidmet Mariä Himmelfahrt. Sie wurde im 13. Jahrhundert an der Stelle einer früheren Burg an einer Anhöhe errichtet. Eine breite Treppe aus Werksteinen erleichtert den Aufstieg, der bis 1877 durch den Friedhof führte, der sich heute in der Nähe des Pfarrhauses befindet. Die Kirche besitzt Mauern mit einer Wandstärke von 1,20 m, gebaut aus Kalksteinblöcken mit großen Nummuliten. Der Glockenturm hat eine massive Struktur, ist aber vergleichsweise niedrig. Es handelt sich um den Bergfried der früheren Burg. Schießscharten betonen seinen defensiven Charakter. Die halbrunde Apsis unterlag zahlreichen Änderungen im Laufe der Jahrhunderte, die ihr am Ende eine unsymmetrische Erscheinungsform gaben. Stützen und Strebewerke sichern das Gebäude auf den Kamm des Hügels gegen die Instabilität und Unebenheit des Bodens. Nach der teilweisen Zerstörung der Kirche durch protestantische Truppen im Jahre 1569 im Rahmen der Hugenottenkriege wurde das Gewölbe im Renaissance-Stil wiederhergestellt. Ein Vorbau und das südliche Seitenschiff wurden im 18. Jahrhundert angefügt. Die heute zugemauerte Eingangstür in Flachbogenform trägt die Jahreszahl „1746“. Im 19. Jahrhundert wurden die romanischen Fenster verschlossen und durch große Fensteröffnungen ersetzt. Um 1910 wurde der obere Teil des Glockenturms nach Plänen des Architekten M. Temboury aus Mugron neu gebaut.[9][10][11] Im 19. Jahrhundert wurden das Dekor und die Innenausstattung ausgetauscht. Der Chor ist vollständig mit Täfelung und falschem Marmor verschönert. Der Hauptaltar besitzt im barocken Stil Schlangensäulen, die mit Putten, Tauben und Weinranken verziert sind, ein Werk von ungenannten italienischen Künstlern. Die Säulen teilen den Altar in die verschiedenen Flügeln des Retabels ein, in dessen Mitte ein Gemälde Mariä Aufnahme in den Himmel illustriert. Die seitlichen Gemälde, deren Inschriften ebenfalls Maria gewidmet sind, zeigen hingegen Engel. An der Verbindung zwischen Chor und Langhaus befinden sich an den Seiten Nischen mit Statuen der heiligen Maria und des heiligen Josef aus Marmor, die aus dem 16. Jahrhundert datieren. Das Weihwasserbecken der Kirche ist in die Wand eingelassen und besitzt die Form einer großen Jakobsmuschel, die mit Kupfer umsäumt ist. Es ruht auf einem Fuß aus Marmor und datiert aus dem 19. Jahrhundert. Die Kanzel ist ganz aus Holz gearbeitet, der Seitenaltar aus vergoldetem Holz.[12][13][14]

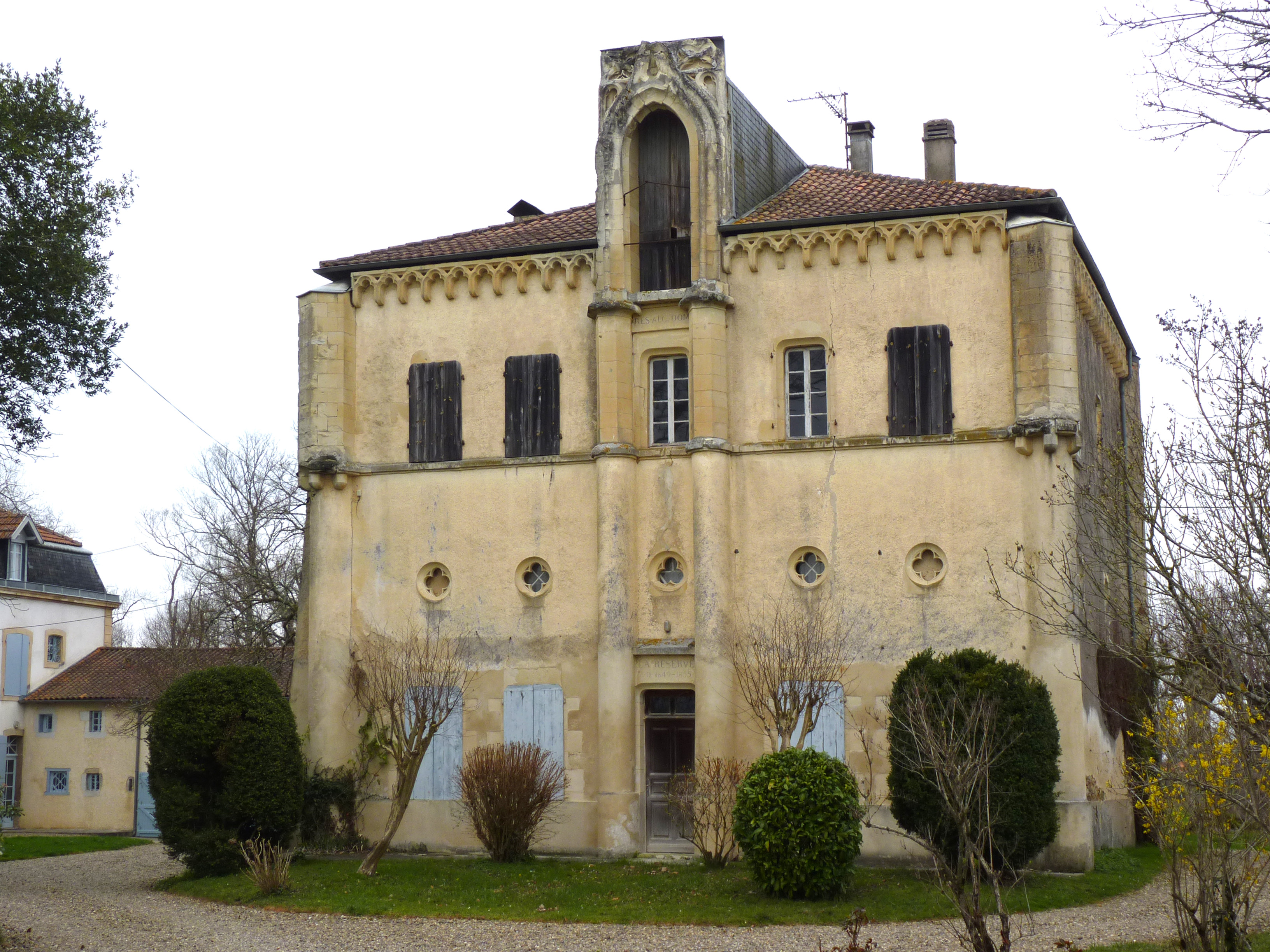
„Lagerhaus“ des Schlosses Beyrie

- Schloss Beyrie. Der Wohnsitz ist 1770 auf den Ruinen eines Schlosses aus dem 14. Jahrhundert errichtet worden. 1880 wurde das Gebäude um ein Geschoss aufgestockt und das Dach erneuert. Es besitzt einen fast quadratischen Grundriss und ist aus  Bruchsteinen gebaut. Sein Mansarddach ist mit Schiefer und Falzziegeln, genannt tuiles de Marseille, gedeckt. Vor der Französischen Revolution war das Schloss der Wohnsitz der Grundherrenfamilie Caupenne. Das Landgut mit einer Fläche von 144 Hektar wurde von einem Dutzend Teilpächtern bewirtschaftet.[15] 1845 kaufte Auguste du Peyrat das Anwesen, um eine landwirtschaftliche Schule einzurichten. Peyrat machte sein Vermögen mit Zuckerrohr auf der Insel Bourbon, heute Réunion, ein höchst rentables Geschäft dank des Einsatzes von lokalen Arbeitskräften. Nach dem Erwerb der Schlossanlage ließ er umfangreiche Restaurierungen, Entwässerungen und Bodenbearbeitungen durchführen. Er sah in dem nationalen Programm der Einrichtung von Schulen für die Ausbildung von Landwirten eine Gelegenheit, sich selbst kostenlose Arbeitskräfte für die Bewirtschaftung seiner Landflächen zu besorgen. Peyrat ließ das „Lagerhaus“ errichten, ein Nebengebäude des Schlosses, das Büros, Unterrichtsräume, eine Küche, einen großen Speisesaal, Schlafräume für die Schüler und Wohnräume für die Abteilungsleiter sowie einen Stall beinhaltete. Die Schule ist am 4. August 1849 offiziell eingeweiht worden und Auguste du Peyrat wurde per ministeriellem Dekret als Direktor der Einrichtung ernannt. Besorgt um die Rentabilität und die modernen Ideen auf dem Gebiet der Landwirtschaft leitete er die Schule in 25 Jahren mehr schlecht als recht. Schlechte Beziehungen zu den lokalen Politikern und extrem harte Anforderungen an die Arbeit der Schüler führten zu Revolten und anschließend zu einem Rückgang der Einschreibungen, so dass die Schule 1874 geschlossen wurde. Ein Jahr danach wurde das landwirtschaftliche Bildungswesen offiziell in Frankreich eingeführt.[16]

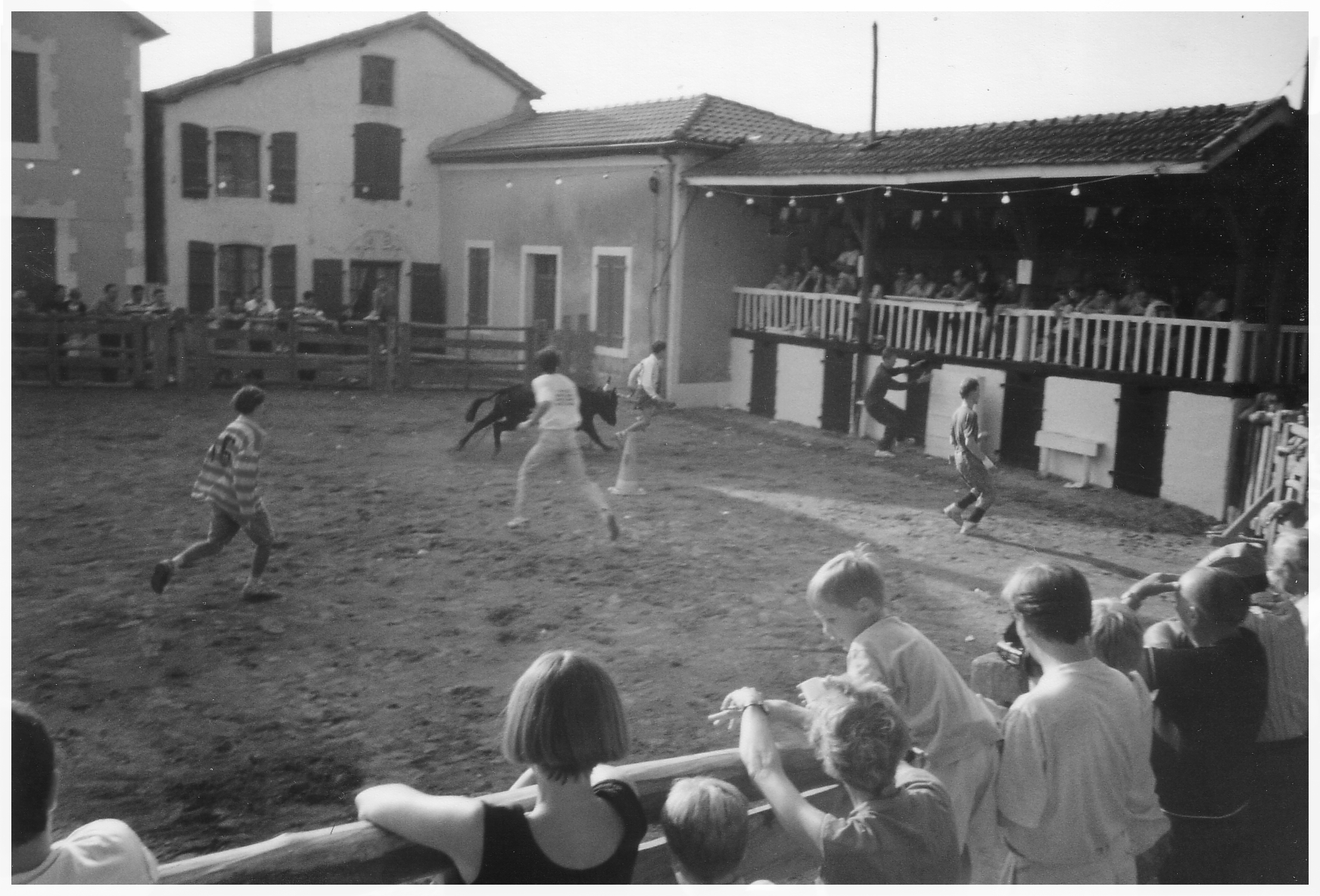
Arena von Baigts 1993

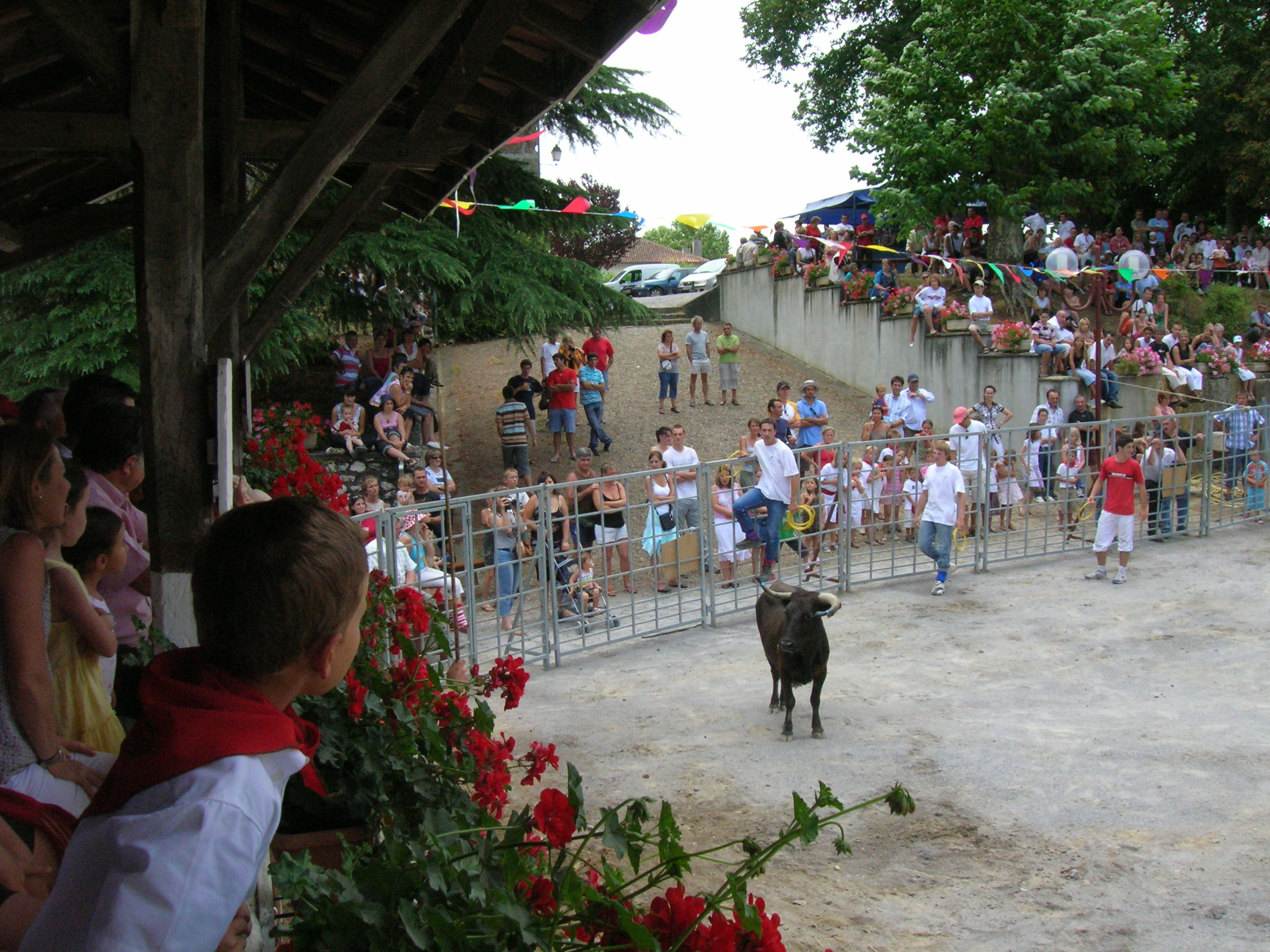
Arena von Baigts 2007

- Arena von Baigts. In dieser Arena wird der Course Landaise ausgetragen, ein traditionelles, unblutiges Spiel mit wilden Rindern. Sie wurde 1929 errichtet und besitzt eine feste Tribüne mit einer Loge und 85 Sitzplätzen. Bei Veranstaltungen wurden bis 2004 zusätzlich mobile Ränge aus Holz für bis zu 1.000 Zuschauer installiert. Aus Sicherheitsgründen wird der Platz fortan von Gittern abgeschlossen. Die Zuschauer nutzen heute den Höhenunterschied zur Kirche aus, um dem Spiel zuzuschauen. Die Arena befindet sich auf dem zentralen Platz der Gemeinde. Umsäumt von der Kirche, dem Friedhof, dem Café und Wohnhäusern ist sie Teil der Alltags der Baigtsois. Vor dem Bau von Arenen wurde der Course Landaise auf Dorfplätzen ausgetragen, die von Karren abgesperrt wurden. Jedes Jahr, am 14. und 15. August, feiert Baigts das Fest der Maria Himmelfahrt und trägt einen großen Course Landaise aus.[17]

## Wirtschaft und Infrastruktur
Die Landwirtschaft, die von einem fruchtbaren Boden profitiert, ist traditionell der wichtigste Wirtschaftsfaktor der Gemeinde.

### Sport und Freizeit
Baigts liegt am Wegenetz der Haute-Chalosse mit Wander- und Radwegen.

### Verkehr
Baigts ist erreichbar über die Routes départementales 2, 3, 8 und 415.

## Persönlichkeiten
Jean-Henri Séqué (1893–1959), geboren in Baigts, war Lyriker und verfasste Gedichte in französischer und gascognischer Sprache.